# The Business
The Business va ser una banda de punk anglesa formada el 1979 a Lewisham, al sud de Londres. El grup va estar en actiu durant quatre dècades fins que el seu líder i cantant, Micky Fitz, va morir de càncer a la glàndula limfàtica el desembre del 2016.

## Història
La banda es va formar el 1979 pels amics de l'escola Steven «Steve» Kent (guitarra), Michael Fitzsimons «Micky Fitz» (veu), Nicholas «Nick» Cunningham (bateria) i Martin Smith (baix). Van fer primer concert el febrer de 1980 i amb Lol Pryor ja com a mànager van començar a actuar amb freqüència. El primer llançament de la banda va ser la cançó «Out in the Cold» del disc recopilatori A Sudden Surge of Sound. El 1981 van tocar amb The 4-Skins, i es van vincular des d'aleshores a l'escena Oi!. The Business va assumir una postura contrària a l'extrema dreta i també va criticar els comunistes en cançons com «Suburban Rebels».
El novembre de 1981 van presentar el senzill «Harry May», que va passar més de tres mesos a l'UK Indie Chart arribant al núm. 13. A finals de 1986, Mark Brennan i Pryor van fundar Link Records, i amb Brennan cada vegada més ocupat dirigint el segell, la banda es va separar. El 1992, Fitz va interpretar algunes cançons com a convidat amb The Elite i va reformar la banda per a fer un concert en record de Bobby Moore, que havia mort recentment de càncer.
Més tard, Brennan va fundar la discogràfica Captain Oi! Records. El 1997, The Business va publicar The Truth, The Whole Truth and Nothing But The Truth, que va ser produït per Lars Frederiksen de Rancid. El 2000, la banda es va unir a Dropkick Murphys per llançar el disc compartit Mob Mentality. L'últim àlbum d’estudi de la banda, No Mercy For You, es va publicar el 2001. La seva cançó més coneguda dels últims anys, «England 5 - Germany 1», (basada en el resultat d'un partit de classificació per a la Copa del Món de Futbol de 2002), va esdevenir un himne per a la selecció de futbol d'Anglaterra i fins i tot va aparèixer a la comèdia EuroTrip del 2004. Tot i diversos canvis en la formació, la popularitat de la banda va continuar creixent. Va realitzar el que seria el seu últim concert l'octubre del 2015 a la sala Estraperlo de Badalona.

## Discografia

### Àlbums d’estudi
| Títol                                                | Any  | Segell                |
| Suburban Rebels                                      | 1983 | Secret Records        |
| Saturday's Heroes                                    | 1985 | Harry May             |
| Welcome To The Real World                            | 1988 | Link Records          |
| Keep The Faith                                       | 1994 | Century Media Records |
| The Truth, The Whole Truth And Nothing But The Truth | 1997 | Taang! Records        |
| No Mercy For You                                     | 2001 | Burning Heart Records |

### Senzills/EP
| Títol                  | Any  | Segell          |
| "Harry May"            | 1981 | Secret Records  |
| Smash the Discos EP    | 1982 | Secret Records  |
| "Out of Business"      | 1983 | Secret Records  |
| "Get Out of My House"  | 1985 | Wonderful World |
| "Drinking and Driving" | 1985 | Diamond         |
| "Do a Runner"          | 1988 | Link Records    |
| "Anywhere But Here"    | 1994 | Walzwerk        |
| "Death II Dance"       | 1996 | Taang! Records  |
| "One Common Voice"     | 1997 | Taang! Records  |
| "Hell 2 Pay"           | 2002 | TKO Records     |
| Mean Girl EP           | 2008 | Bad Dog         |
| Back In The Day EP     | 2014 | Sailor's Grave  |

### Recopilacions i àlbums en directe
| Title                                              | Year | Label                 |
| 1980-81 - Official Bootleg                         | 1983 | Syndicate             |
| Loud, Proud & Punk - Live                          | 1984 | Syndicate             |
| Back To Back                                       | 1985 | Wonderful World       |
| Back To Back Volume 2                              | 1985 | Wonderful World       |
| Singalongabusiness                                 | 1986 | Dojo Records          |
| Live & Loud                                        | 1989 | Link Records          |
| In and Out of Business                             | 1990 | Link Records          |
| The Business 1979-1989                             | 1991 | Blackout Records      |
| The Best of The Business: 28 Classic Oi Anthems... | 1992 | Link Records          |
| The Complete Business Singles Collection           | 1995 | Anagram               |
| Harry May - The Singles Collection                 | 1996 | Taang! Records        |
| Loud, Proud and Oi!                                | 1996 | Dojo Records          |
| The Business Live                                  | 1998 | Pinhead Records       |
| Mob Mentality                                      | 2000 | Taang! Records        |
| Hardcore Hooligan                                  | 2003 | Burning Heart Records |
| Under The Influence                                | 2003 | Rhythm Vicar          |
| Doing The Business                                 | 2010 | Sailor's Grave        |

### Participació en recopilatoris
- A Sudden Surge of Sound LP (1980) VU
- Carry On Oi! LP (1981) Secret
- Oi! Oi! That's Yer Lot! LP (1982) Secret
- The Secret Life Of Punks LP (1982) Secret
- Burning Ambitions: A History Of Punk 2 X LP (1982) Cherry Red
- UK/DK LP (1982) Anagram
- Defiant Pose LP (1983) Illegal
- Son Of Oi! LP (1984) Syndicate
- Oi! The Resurrection LP (1987) Link
- Oi! Chartbusters Volume 1 LP (1987) Link
- Oi! Chartbusters Volume 2 LP (1987) Link
- The Sound Of Oi! (1987) Link
- Oi!..The Picture Disc LP (1987) Link
- Oi! Chartbusters Volume 2 LP (1987) Link
- Oi! Chartbusters Volume 3 LP (1988) Link
- Oi!..The Picture Disc Volume 2 LP (1988) Link
- Oi!..That's What I Call Music LP (1988) Link
- Oi!..The Main Event LP (1988) Link
- Oi! Chartbusters Volume 4 LP (1988) Link
- Oi! Chartbusters Volume 5 LP (1989) Link
- Pop Oi! LP (1989) Link
- Oi! Chartbusters Volume 6 LP (1990) Link
- Punk On The Road LP (1990) Skunx
- The Oddities Of Oi! LP (1991) Link
- Heroes And Villains LP (1996) Step-1
- Oi! It's A World League LP (1193) Havin' a Laugh
- Nobody's Heroes (1993) Castle Communications
- The Punk Generation (1993) Castle Communications
- The Voice Of The Street (1995) Pub City Royal
- Kill Your Radio (IRS, 1995)
- The Punk Rockers (Castle Communications, 1995)
- The Best Of Oi! LP (1996) Dojo
- Secret Records - The Punk Singles Collection Volume 1 LP (1996) Captain Oi!
- Punk & Nasty (1996) Emporio
- Real Punk - The Nasty Years (1996) Cleopatra
- England's Glory (1996) Cherry Red
- Punk Crazy (1996) Castle Pulse
- Anarchy From The UK - Volume 1 (1996) Dojo
- Secret Records - The Punk Singles Collection Volume 2 LP (1996) Captain Oi!
- The Great British Punk Rock Explosion LP (1996) Dojo
- Trouble On The Terraces LP (1996) Step-1
- The Best Of Oi! LP (1996) Dojo
- Punk & Disorderly LP (1996) Step-1
- Tribute To The Smiths (1996) Too Damn Hype
- Forever Blowing Bubbles (1996) Cherry Red
- Punk Power (1996) Emporio
- On The Streets (1997) We Bite
- Give 'Em The Boot (1997) Hellcat
- Oi! The Tine (1997) Harry May
- Box Or be Boxed (1997) Lonsdale
- Down To Margate (1997) Harry May
- 100% British Oi! (1998) Captain Oi!
- Cheap Shots III (1998) Burning Heart
- Lords Of Oi! (1998) Dressed To Kill
- Live Hate (1998) Music Collection
- The World Of Football - The Good, The Bad and the Ugly Of World Football (1998) Charlton
- Scene Killer Volume 1 (1998) Outsider
- Around The World In 80 Minutes (1999) Rotten
- The Greatest Punk Of All Time (1999) Dressed To Kill
- Punk (1999) Pegasus
- Oi! This Is England (2000) Dressed To Kill
- Cheap Shots IV (2000) Burning Heart
- The Worldwide Tribute To Real Oi! (2000) I Scream
- Spirit Of The Street (2000) Burning Heart
- Complete Burning Ambitions - A History Of Punk (2001) Cleopatra
- Punk-O-Rama 6 (2001) Epitaph
- Cheap Shots V (2001) Burning Heart
- Cash From Chaos - Complete Punk Collection (2001) EMI
- Without Warning - It's Punch Drunk IV (2002) TKO
- Addicted To Oi! (2002) Captain Oi!
- Riot (2003) Hepcat
- The Kings Of Street Punk (2007) G&R
- Oi! This Is Street Punk Volume Two (2012) Pirates Press